# Каракоюнлу (Ыгдыр)
Каракоюнлу (тур. Karakoyunlu) — город и район в провинции Ыгдыр (Турция).

## Достопримечательности
В городе действует музей под открытым небом с надгробными камнями в виде фигуры барана. Эти надгробные памятники остались со времён Кара-Коюнлу и, согласно взгляду Кара-Коюнлу, ставились на могилы отличившихся в бою мужчин и умерших молодых людей.

Музей под открытым небом Каракоюнлу
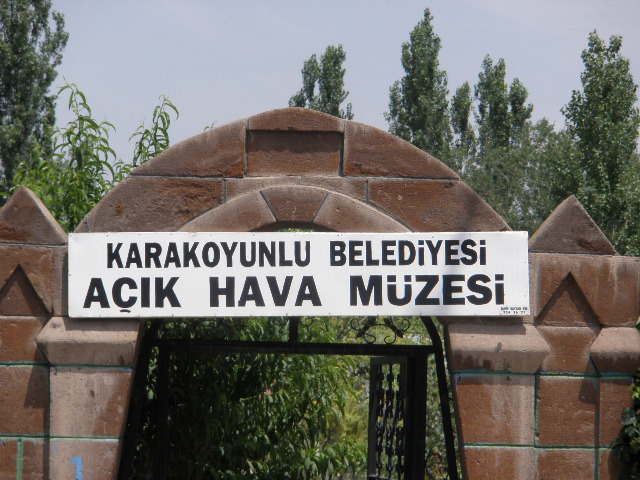
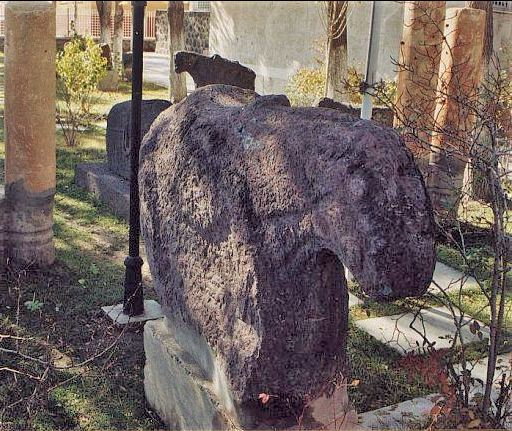
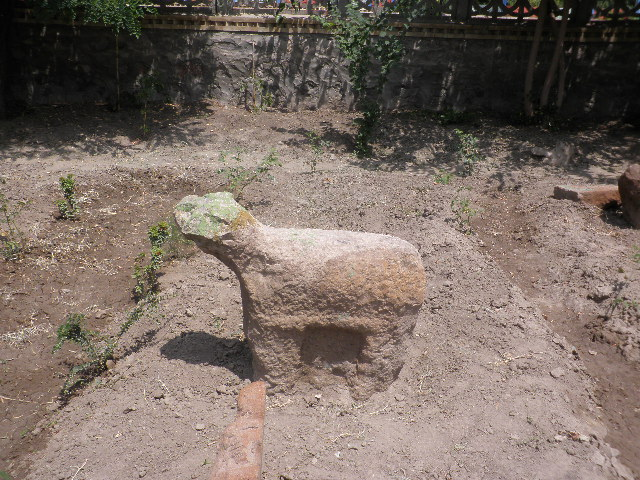
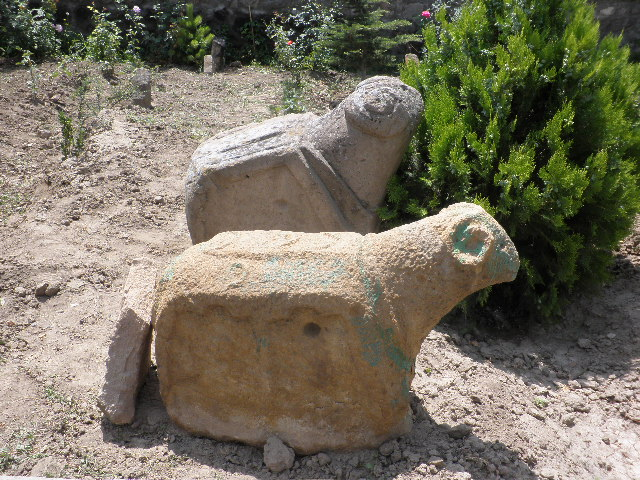
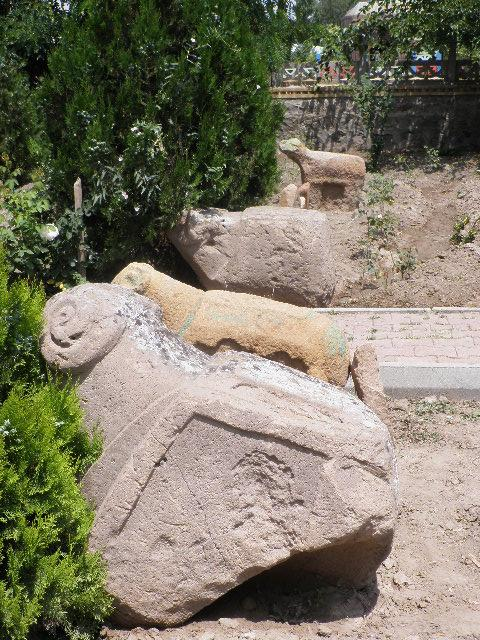
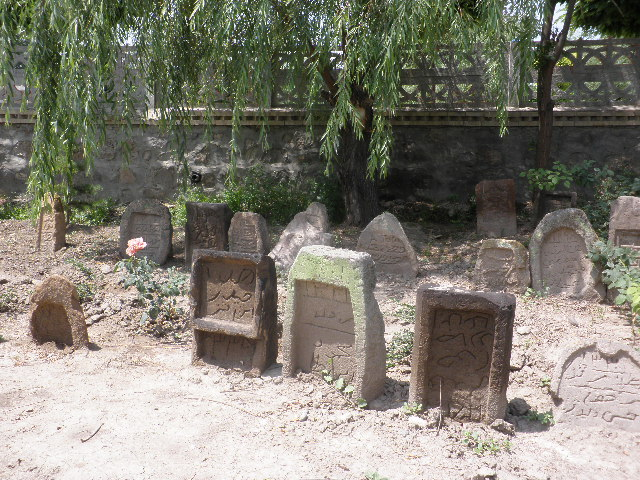